# Friedrich Hüttermann
Friedrich Hüttermann SVD (* 30. März 1888 in Sterkrade; † 17. Mai 1945 in der Provinz Shandong, China) war ein deutscher römisch-katholischer Geistlicher, Steyler Missionar und Märtyrer.

## Leben
Friedrich Hüttermann, Sohn eines Hüttenhandwerkers, kam 1902 in die Schule der Steyler Missionare in Steyl und machte dort 1907 Abitur. Er trat in den Orden ein und begann am 12. September 1910 das Noviziat im Missionshaus St. Gabriel in Mödling. Nach der Priesterweihe am 28. September 1913 machte er Kriegsdienst und erwarb das  Eiserne Kreuz. Von 1919 bis 1921 war er Assistent des Novizenmeisters im Missionshaus St. Augustin. Von 1921 bis 1925 studierte er Theologie an der Universität Bonn und wurde mit der Arbeit Untersuchungen zur Geschichte der altlateinischen Evangeliumsübersetzung (der br-Text des Jo) promoviert. Er reiste in die China-Mission und wurde Dozent für Dogmatik und Bibelwissenschaft im Apostolischen Vikariat Yenchowfu (heute Jining) im Süden der Provinz Shandong. Nebenbei half er bei der Verbesserung der Chinesischen Grammatik von Theodor Mittler. 1936 wurde er als Nachfolger des zum Bischof ernannten Theodor Schu zum Regionaloberen der Steyler Missionare gewählt. Nach Einmarsch der Japaner 1937 gestalteten sich die Verhältnisse schwierig. Mehrere Missionare starben als Märtyrer, im Mai 1945 auch Friedrich Hüttermann durch die Hand von Partisanen.

## Gedenken
Die Römisch-katholische Kirche in Deutschland nahm Pater Friedrich Hüttermann als Märtyrer in das deutsche Martyrologium des 20. Jahrhunderts auf.